# Hibu Corbel

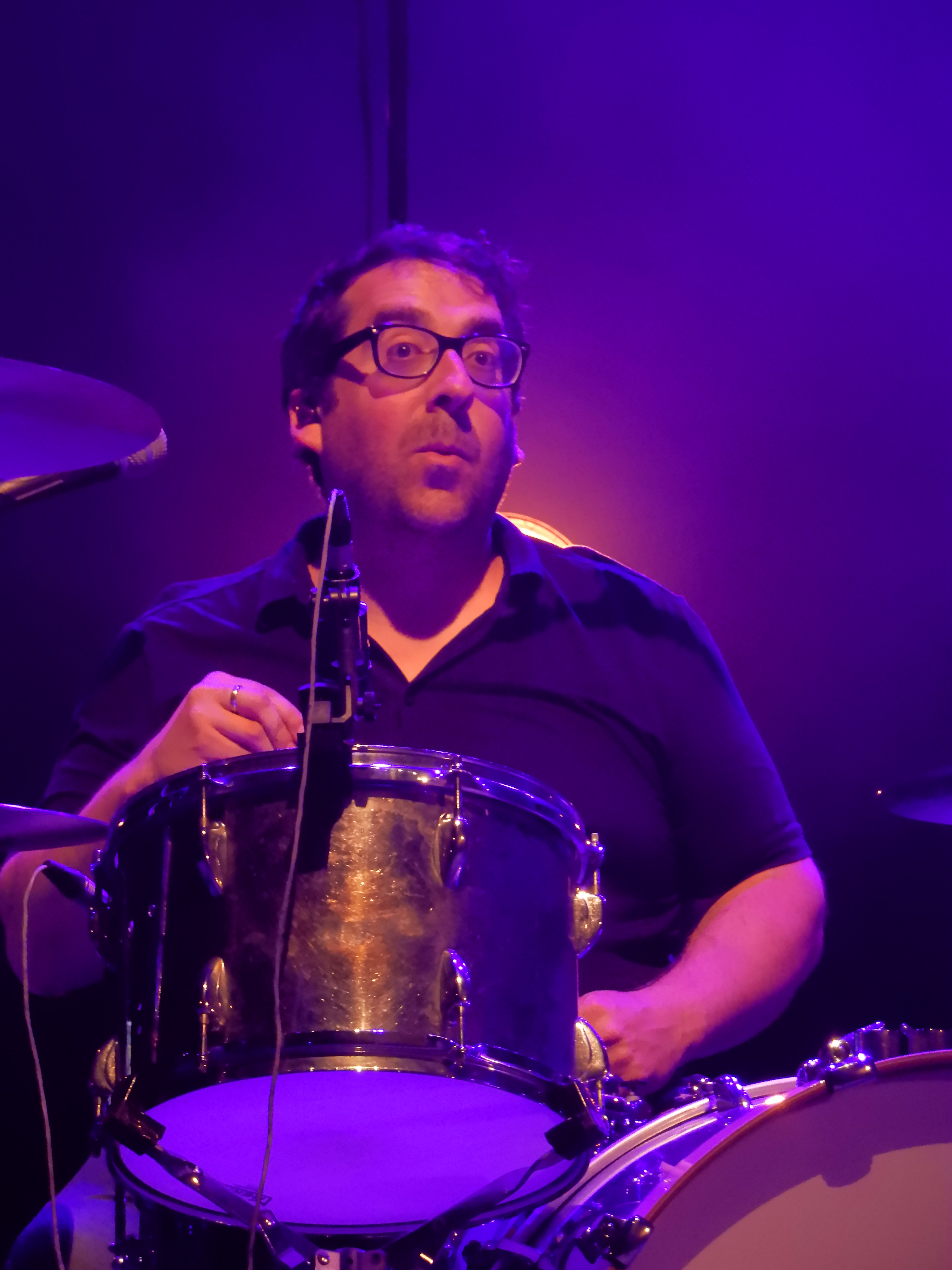
Hibu Corbel avec Red Cardell à Bruz en mai 2019.

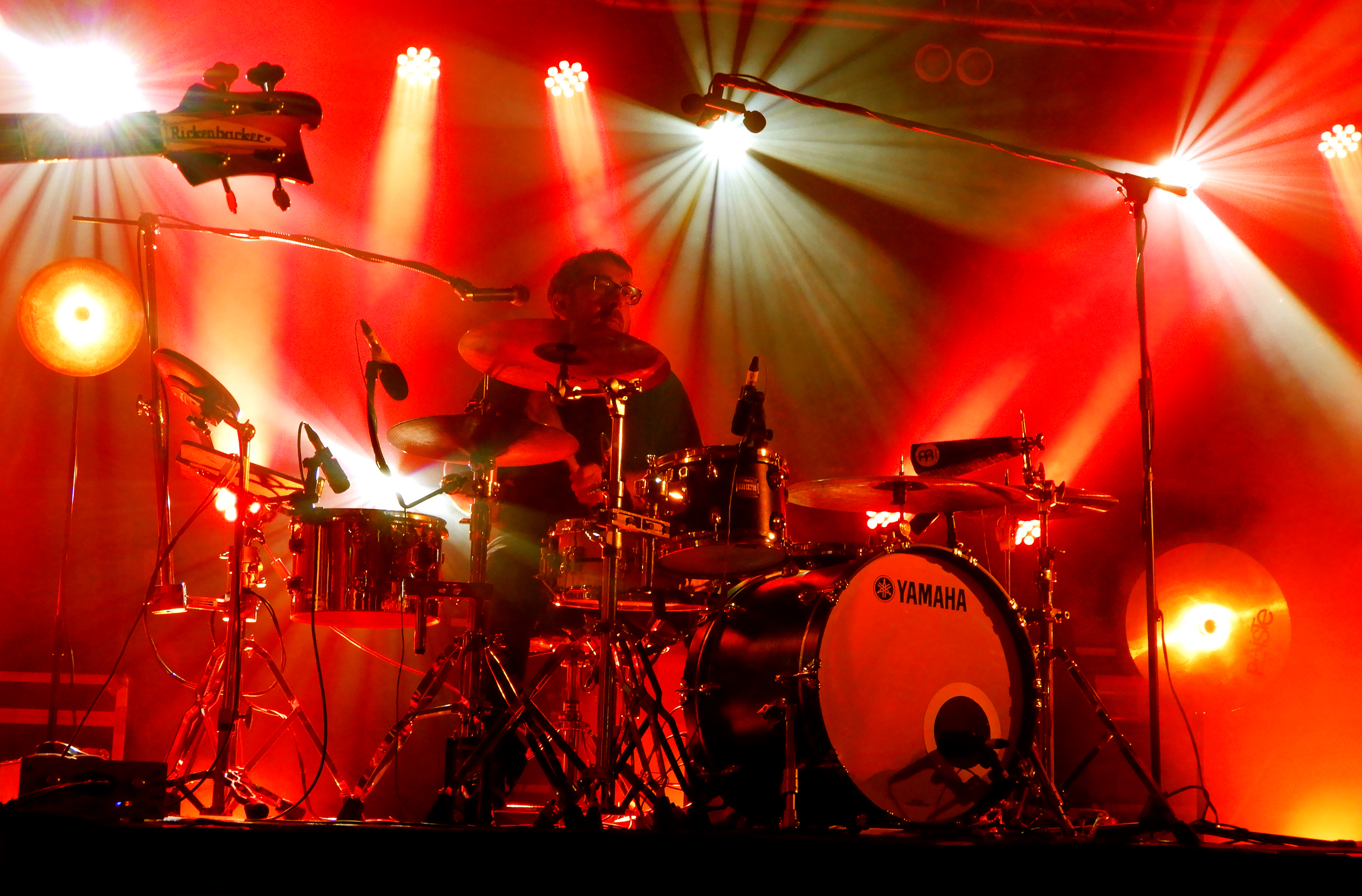
Hibu Corbel avec Red Cardell à Grandchamp (44) en septembre 2019

Julien Corbel, dit Hibu, est un musicien français né le 2 juin 1979 à Nantes.
Batteur dans plusieurs groupes de la scène neo soul nantaise dans les années 2000, Hibu Corbel est principalement connu pour ses collaborations à partir de 2008 avec des artistes de la nouvelle scène française comme Alexis HK et Liz Cherhal et depuis 2011 avec le guitariste britannique Robin Foster, compositeur de  bandes originales de films et Dave Pen, chanteur  du groupe Archive. Il est membre du groupe de rock Red Cardell depuis novembre 2015.

## Biographie

### Enfance et initiation à la batterie

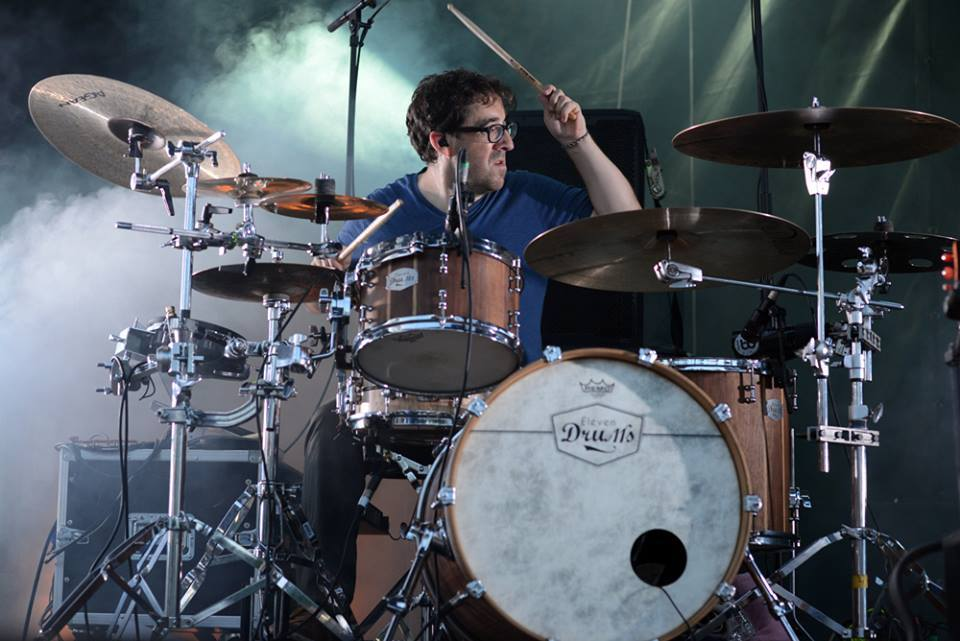
Hibu Corbel au Fest'Val de l'Oust, juillet 2016.

Deux ans après sa naissance en 1979 dans la cité des ducs de Bretagne, le jeune Julien Corbel part s'installer en 1981 à Savenay, commune située entre Saint-Nazaire et Nantes. Il est initié à la batterie, dès l'âge de six ans, par le jazzman Edward Perraud, le fils d'amis de ses parents. De ses huit à ses treize ans, il prend des cours avec Gérard Goron (le batteur de Tri Yann) et commence à jouer dans des groupes locaux : d’abord avec Anthalia (sous le nom « Hibu », en compagnie de son frère jumeau Christophe « Hikit » et de son grand frère Jeff « Zôl »), puis Lazy Stuff avec qui il donne son premier concert à onze ans et enfin Just a Poke.
Scolarisé au collège dans une classe avec des horaires aménagés pour des cours de musique à partir de la 4e, il poursuit ses études au lycée expérimental de Saint-Nazaire. À sa majorité en 1997, Hibu devient musicien professionnel grâce à ses collaborations dans divers groupes et principalement ses prestations dans un orchestre de bal avec lequel il joue régulièrement.

### Parcours musical

#### 2001 - 2007: La Jam, Dajla
En 2001, Hibu Corbel intègre La Jam (initialement « La Jam Session »), le groupe Nantais de ragga-rock avec lequel il enregistre Conqwest, son premier album, et y tient la batterie jusqu'en 2005. En 2006, il rejoint la chanteuse de neo soul Dajla, également de Nantes et y retrouve son jumeau Hikit à la basse et le guitariste David Le Deunff qu'il rencontre  pour la première fois.

#### 2008 - 2012: Alexis HK, Liz Cherhal
En 2008, sa collaboration avec Alexis HK va l'amener à parcourir les scènes de l'Hexagone lors de plusieurs tournées et enregistrer trois albums avec le chanteur de la nouvelle scène française : Les Affranchis (2009), sur les deux nouveaux titres de la réédition de l’album. Le Tour des Affranchis, live (2012) et Le Dernier Présent (2012).
En 2010 il enregistre l'album jeunesse Ronchonchon et compagnie avec divers artistes, co-écrit par Alexis HK et composé par sa compagne Liz Cherhal, puis en 2011, pour le nouvel album de cette dernière, Il est arrivé quelque chose. En 2012 il enregistre Le Monde Diplodocus, un autre album jeunesse de Nicolas Berton, avec Alexis HK, Liz Cherhal, Mathien Ballet, Fannytastic et Tété.

#### 2011 - présent: Robin Foster, Dave Pen, We Are Bodies

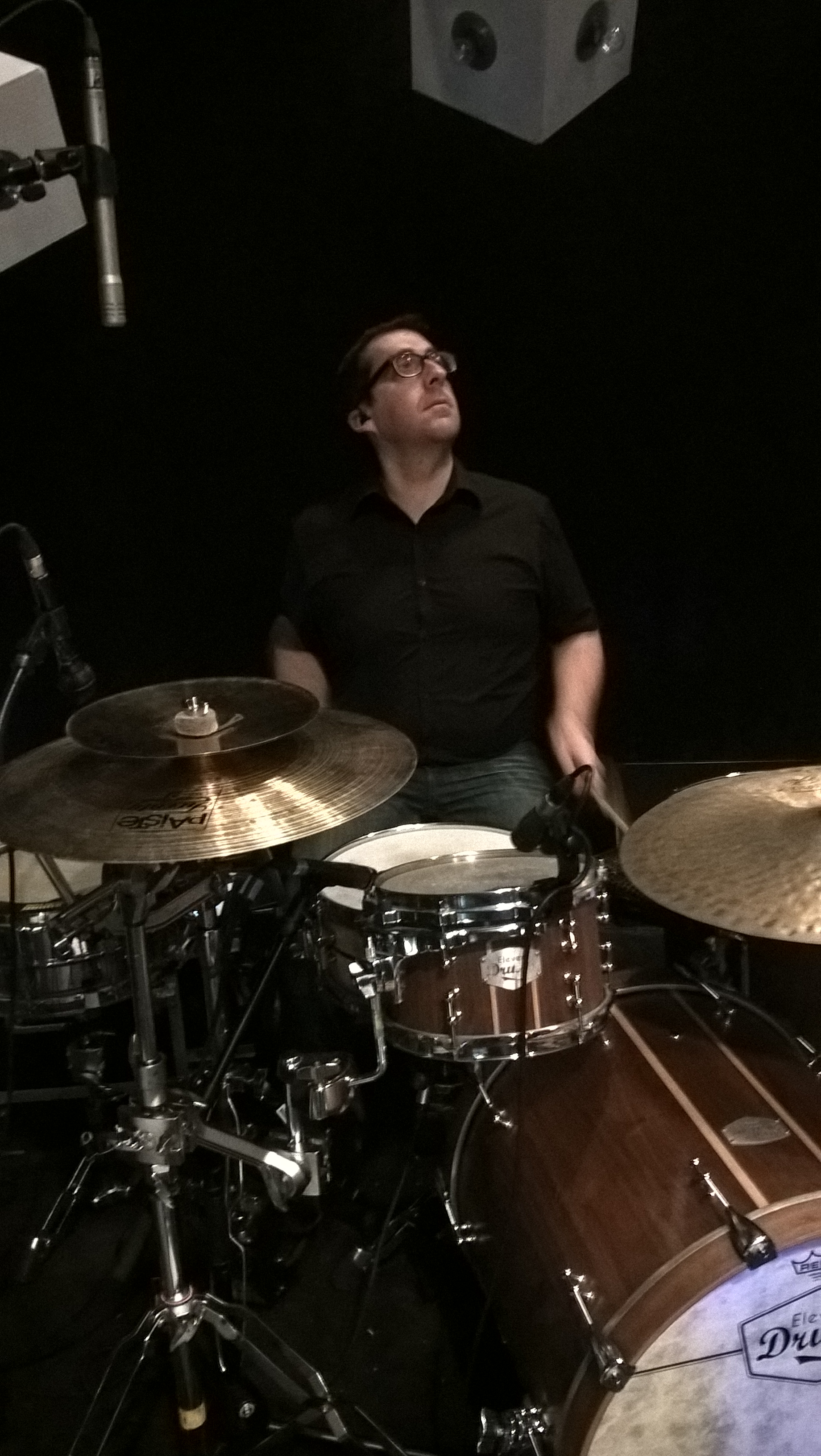
Hibu Corbel au Novomax, avril 2016.

En parallèle, depuis 2011, il est aussi le batteur de Robin Foster pour la scène (avec son frère Hikit) et enregistre certaines parties de batterie des albums du musicien britannique : Where Do We Go From Here? (2011), PenInsular (2013), la bande originale du film Metro Manila (2013) et Postcards from the dark side Part One (2014).
Il retrouve Robin Foster pour enregistrer le premier album éponyme de We Are Bodies (2015) son nouveau groupe avec Dave Pen le chanteur du collectif londoniens Archive. Foster, accompagné des frères Corbel, ouvre régulièrement les concerts d'Archive, notamment en Allemagne ou il enregistre le EP six titres Live in Germany lors de leur tournée commune en 2013.
C'est dans ces années qu'il découvre et s'inspire du groove du musicien allemand de sa génération, le batteur Benny Greb, lequel influence son jeu depuis lors.

#### 2013 - 2014: Ledeunff, Pygmy Johnson, Valérian Renault, Aymeric Maini
En 2013 et 2014 il collabore au projet solo de David Le Deunff, le guitariste et choriste de Hocus Pocus. En avril 2014 il enregistre You Will Walk Alone, le premier album du chanteur luxembourgeois Pygmy Johnson. En janvier 2015 il participe avec l'équipe des musiciens d'Alexis HK à l’enregistrement de Laisse Couler, le premier album de Valérian Renault, produit par Matthieu Ballet puis avec ses amis de la scène neo soul nantaise à l'enregistrement de Sun Is Back On The Way le premier album de Aymeric Maini.

#### 2015 - présent: Red Cardell, Pierre Sangra
En octobre 2015, Pierre Sangra (multi-instrumentiste de Thomas Fersen), avec lequel il accompagne divers artistes depuis plusieurs années, lui présente Jean-Pierre Riou alors que celui-ci reforme un nouveau collectif avec Jean-Michel Moal. En novembre les deux musiciens intègrent le nouveau quatuor de Red Cardell et entrent en studio dès janvier 2016 pour l'enregistrement de l'album Un Monde tout à l'envers qui sort le 29 mars 2016 chez Keltia musique.

## Instruments

### Acoustiques

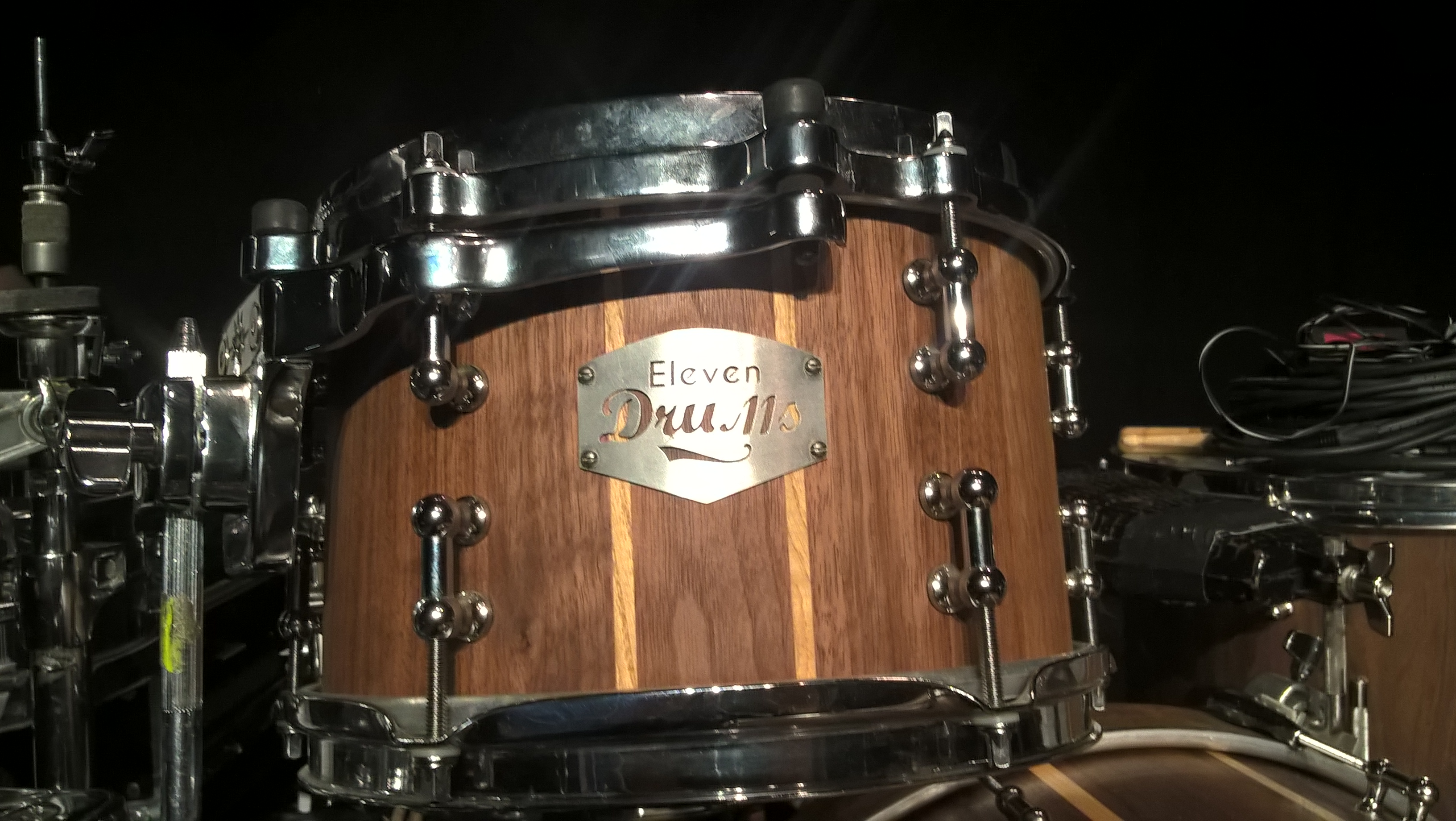
Tom Eleven Drums

Hibu Corbel avec Red Cardell à Bréal sous Montfort en avril 2018

Hibu Corbel joue sur une batterie acoustique composée de fûts de la marque Eleven Drums (un fabricant indépendant de Saint-Malo)  qui comprend une caisse claire, une grosse caisse, un tom basse et un tom alto. Son kit comprend aussi un Charleston et cinq cymbales des marques Meinl, Zildjian et Paiste.

### Électroniques
Il complète son jeu avec des Instruments de musique électronique incluant un Mac, un séquenceur et échantillonneur.

## Discographie

### La Jam
- 2006 : Conqwest

### Alexis HK
2012 : Le Tour des Affranchis (live)

### Robin Foster(participations)
- 2011 : Where Do We Go From Here?
- 2013 : PenInsular
- 2013 : Metro Manila (bande originale du film)
- 2014 : Postcards from the dark side Part One

### Divers artistes

#### Liz Cherhal
- 2011 : Il est arrivé quelque chose

#### Pygmy Johnson
- 2014 : You Will Walk Alone

#### Valérian Renault
- 2015 : Laisse Couler

#### Aymeric Maini
- 2016 : Sun is Back on the Way

#### Denez Prigent
- 2018 : Mil hent - Mille chemin (participation)

#### Albums jeunesse
- 2012 : Le Monde Diplodocus